# Herbe en Zik
L'Herbe en Zik est un festival de musique organisé chaque année (en général au mois de mai) de 2002 à 2010 à Besançon, en France. Malgré des débuts difficiles, une météo pas toujours clémente et la proximité géographique et temporelle des Eurockéennes de Belfort, le festival a attiré chaque année de plus en plus de spectateurs.

## Le Site
Le festival se tient chaque année au campus de la Bouloie, en plein cœur d'un des principaux sites de l'université de Besançon. Les concerts ont lieu en plein air, dans un champ. Le site compte deux scènes et un petit "village", théâtre de quelques animations.

## Organisation
L'idée d'organiser un festival de musique à Besançon a germé dans les locaux de Radio Campus, une radio locale. Une petite quinzaine de personnes ont participé à la mise en place de la première édition, qui faillit être la dernière (public restreint, budget dépassé, etc.)

"L'Herbe en Zik" à néanmoins survécu et compte alors trois salariés, quinze intermittents, et plus de 300 bénévoles.
Têtes d'affiches déjà venues à l'Herbe en zik : Orquestra Buena Vista Social Club, Tiken Jah Fakoly, Dionysos, Lofofora, La Ruda Salska, Dolly, Mass Hysteria, Watcha, Marcel et son orchestre, Les Tambours du Bronx, Brigitte Fontaine, Israël Vibration, No one is innocent, Olivia Ruiz, Alpha Blondy, Émilie Simon, Les Wampas, Caravan Palace.
Le 14 octobre 2010, Interférences, l'association organisant le festival, annonce son dépôt de bilan. À cette date, le festival se révèle déficitaire de 235 000 euros.

Le 10 janvier 2011, le tribunal de Besançon valide la poursuite d’activité du festival. L'édition 2011 aurait donc pu avoir lieu mais la ville de Besançon décide de retirer ses subventions et de ne plus fournir aucune aide logistique à l'événement. (contrairement aux autres partenaires institutionnels et privés qui souhaitaient maintenir leur engagement )
Face à ce constat, le tribunal décide la fin du festival et de l'association Interferences.

## Programmation

### Édition 2010
Programmation complète de l'édition 2010 :
- 12 mai : Suicide Levitation, Arkan, Orphaned Land, Hellbats, The Inspector Cluzo, Mass Hysteria
- 13 mai : 20.100, Marc Romboy, The Hacker, Dave Clarke
- 14 mai : Nosfell, Beat Assaillant, Foreign Beggars, Spyda Family, John Brown's Body, The Skatalites, Wax Tailor, Max Romeo
- 15 mai : My Lady's House, Gush, Nouvelle Vague, Ladylike Dragons, DJ Netik, Cheveu, Goran Bregovic, Luke, Raggasonic

### Édition 2009
Elle a eu lieu les jeudi 30 avril, vendredi 1er, samedi 2 mai 2009. 15 500 entrées.
- 30 avril : Le Klub des 7, Toots and the Maytals, The Herbaliser, Cut Killer, The Refractory, Bass Maker, No Signal, Pedre And The Maytals
- 1er mai : Cocoon, Orquestra Buena Vista Social Club, Samael, Uncommonmenfrommars, Black Bomb Ä, The Elderberries, The Irradiates, Jack & The Bearded Fishermen
- 2 mai : Emir Kusturica and The No Smoking Orchestra, Tahiti 80, Caravan Palace, The Bagro's, Jade, Ziggy, David Carretta, Ascii Disko

### Édition 2008
Elle a eu lieu les mercredi 30 avril, jeudi 1er, vendredi 2 et samedi 3 mai 2008. Record d'affluence avec 14 000 entrées et premier sold out pour le 2 mai.
- 30 avril : Lofofora, Tagada Jones, Run of Lava, Texas Mongols
- 1er mai : Elisa do Brasil feat MC Youthstar, Anthony Adam, Go' Brien et DJ Jee
- 2 mai : Tiken Jah Fakoly, Orange Blossom, Wax Tailor, Burning Heads, Fred et Black Castle Music & Mash-up Sound System
- 3 mai : Svinkels, Ez3kiel, Aldebert, Missill, Fancy, Yules et La Cédille

### Édition 2007
Elle a eu lieu les jeudi 17 (jour férié), vendredi 18 et samedi 19 mai sur le site habituel du Campus de la Bouloie. 10 000 entrées
Programmation complète:
- Jeudi : Massilia Sound System; Oai Star; Moussu T e lei Jovents; Papet-J.com & Soleil FX; The Servant; Miss Jelly ; Austin Newcomers; Rhesus

- Vendredi : Kaolin; The Gladiators; Gojira; Bubble Beatz; Zanji; Taste in Vibes; Fabrice Lig & DJ 3000

- Samedi : Stuck in the Sound; Queen Adreena; Rinôçérôse; Babet; Nez à foot; Somadaya; DJ Zebra

### Édition 2006
Elle a eu lieu les 5, 6 et 7 mai 2006. Groupes présents :
- Vendredi : Villeneuve; Improvisators Dub; Olivia Ruiz; Kaly Live Dub; Songs for Mum; Underschool Element; Irie Team; Specimen Urbain.

- Samedi : Two Tone Club; Detroit Grand Pubahs; Alpha Blondy; Alphawezen; Furia; Les Lokataires; Dr Gronov; Upper.

- Dimanche : A.S. Dragon; Emilie Simon; Les Wampas; John Lord Fonda; Hill Story Band; The Waterguns; Nyarlatothep; Noirdegout.

### Édition 2005
Elle a eu lieu les 5, 6 et 7 mai 2005. Groupes présents :
- Jeudi : No One Is Innocent, Mass Hysteria, Kaophonic tribu, Nosfell, Taf.
- Vendredi : Israel Vibration, Parabellum, Spakr, X-Makeena.
- Samedi : Brigitte Fontaine, Interlope, Blackwater, Ran.

### Édition 2004
Elle a eu lieu les 5, 6 et 7 mai 2004. Groupes présents :
- Mercredi : Marcel et son Orchestre, Alex Kid, Les Nains Porte Quoi, Denum, Lantanart.
- Jeudi : Watcha, Sidilarsen, Force Fed.
- Vendredi : Les Tambours du Bronx, K2R Riddim, La Vieille École, Sylvain De Saturne.

### Édition 2003
- 30 avril : Dolly, Bad Joke, Unitone, NoirdeGout
- 1er mai : Mass Hysteria, Les Dahus, Pornophonic, + tremplins
- 2 mai : Lofofora, Abdou Day, 5.1, + tremplins

### Édition 2002
- 1er mai 2002 : Mister Cocktail, Fan You Spell, Brent, Dionysos, La Ruda Salska
- 2 mai 2002 : Smith & Mighty, Richard Bartz, Square, Oxymore, Ginkgo, Hot Gravy, Prism
- 3 mai 2002 : Brahim, Mosia, Elde, Patch & the sound system

Bien qu'annoncés sur le programme , "Hot Gravy" et "Prism" n'ont pas joué par manque de temps et à cause de problèmes d'organisation.